# Aigasvivas (Alta Garona)
Aigasvivas (francès Aiguesvives) és un municipi occità, situat al departament de l'Alta Garona i a la regió d'Occitània.